# Cedar (ロケット)
Cedarは、レバノン内戦以前にレバノンロケット協会によって開発されたロケット。1960年代にカーマンラインを超えて宇宙空間に到達した。

## 概要
レバノンではベイルートのHaigazian大学の教員と学生達を中心に結成されたレバノンロケット協会がCedar固体燃料ロケットを打ち上げ、1961年4月に高度1000mに到達した。次のロケットでは高度2000mに到達した。1962年にレバノン陸軍が協力するようになった。向上する性能にイスラエルは警戒していた。
1966年11月21日に打ち上げられたCedar4は3段式のロケットで高度200kmに到達後、地中海のキプロス沿岸に停泊していたイギリス海軍の艦船の付近に落下した。イギリスは国際連合の安全保障理事会に抗議した。その結果、レバノンの大統領のFouad Shehabは計画を中止するように指示を出して1967年に終了した。
Cedarロケットは切手にもなった。
長らく人々の記憶から忘れ去られていたが、2013年にドキュメンタリー映画『レバノンロケット協会』が制作された。

## 仕様
Cedar 1
- 全長： 1.75 m (5.7 ft)
- 直径：
- 発射重量：

Cedar 2
- 全長： 2.85 m (9.4 ft)
- 直径： 10 cm (3.9 in)
- 発射重量：

Cedar 3
- 全長： 6.8 m (22 ft)
- 直径： 52 cm (20 in)
- 発射重量： 1250kg

Cedar 4
- 全長：
- 直径：
- 発射重量：

Cedar 6
- 全長： 3.0 m (9.8 ft)
- 直径：
- 発射重量：

Cedar 7
- 全長：
- 直径：
- 発射重量：

Cedar 8
- 全長： 5.7 m (19 ft)
- 直径：
- 発射重量：

## 打ち上げ実績[4]
| 型式    | 日付           | 射場     | 最大高度         | 備考                |
| 1961年  |                |          |                  |                     |
| Cedar 1 | 1961年4月      | レバノン | 1.0 km (0.62 mi) | 単段式              |
| Cedar 2 | 1961年5月      | レバノン | 2.5 km (1.6 mi)  | 2段式               |
| 1962年  |                |          |                  |                     |
| Cedar 3 | 1962年11月21日 | レバノン |                  | 3段式、短ノズル7基  |
| 1963年  |                |          |                  |                     |
| Cedar 4 | 1963年11月21日 | レバノン | 145 km (90 mi)   | 3段式、長ノズル1基  |
| 1964年  |                |          |                  |                     |
| Cedar 6 | 1964年9月23日  | レバノン | 14 km (8.7 mi)   |                     |
| 1966年  |                |          |                  |                     |
| Cedar 7 | 1966年5月12日  | レバノン |                  | 2段式、発射台で爆発 |
| Cedar 8 | 1966年8月4日   | レバノン | 110 km (68 mi)   | 2段式               |